# Heinrich vom Hagen
Heinrich vom Hagen, auch Heinrich von Hagen (* 10. November 1619 in Berga; † 28. November 1664 in Eisleben), war ein deutscher Bergbauunternehmer, schwedischer Major und Besitzer des Oberamtes Eisleben.

## Leben
Hagen stammte aus einem Eichsfelder Adelsgeschlecht, das sich selbst vom Hagen schrieb, aber meist als von Hagen bezeichnet wurde. Sein Urgroßvater war der in Quedlinburg ansässige hochfürstliche Landrat des Erzbistums Magdeburg Christoph von Hagen und der Großvater der Bergbauunternehmer Otto vom Hagen, der in Berga in der Goldenen Aue ein Lehngut erworben hatte, auf dem Heinrich vom Hagen am 10. November 1619 als Sohn von Christoph vom Hagen zur Welt kam. Sein Großvater hatte durch ausreichende Kapitalressourcen ab dem Jahre 1612 nach und nach zahlreiche Bergwerke im Südharz erworben und für ihn erließ der Kurfürst Johann Georg I. von Sachsen eine eigene Bergordnung am 9. Juni 1620. Nach dem Tod Ottos vom Hagen führte Christoph vom Hagen die Bergwerke am Kyffhäuser und an der Rothenburg weiter, doch waren erhebliche Zubußen erforderlich, so dass die Werke teilweise zum Stillstand kamen und verfielen. 
Aufgrund der Wirren im Dreißigjährigen Krieg trat Heinrich vom Hagen in den Militärdienst des Königs von Schweden und nahm an mehreren Kriegszügen teil. Er stieg bis zum schwedischen Major auf und wurde in Ehren aus dem Kriegsdienst entlassen. Er hielt sich nunmehr hauptsächlich in der Hauptstadt der Grafschaft Mansfeld, in Eisleben auf, wo er das ertragreiche Oberamt übernommen hatte. Hier starb Heinrich vom Hagen am 28. November 1664. Am 23. Januar 1665 wurde er an der Seite seiner verstorbenen Eltern und einer seiner Töchter in Eisleben beigesetzt. Die aus diesem Anlass vom Generalsuperintendenten Mag. Michael Emmerling gehaltene Leichenpredigt erschien in Druck.

## Familie
Heinrich vom Hagen heiratete im Jahre 1648 Catharina Elisabeth geborene von Königsmarck, mit der er mehrere Kinder hatte. Sie überlebte ihren Gatten und verkaufte im Jahre 1678 dessen Bergwerke in den schwarzburgischen Ämtern Heringen und Kelbra an den 
Herzog August (Sachsen-Weißenfels).
Ihn überlebten die beiden Söhne Christof Heinrich und Otto Heinrich vom Hagen sowie drei Töchter.